# Prijevor, Čačak
Prijevor (izvirno srbsko Пријевор) je naselje v Srbiji, ki upravno spada pod Občino Čačak; slednja pa je del Moraviškega upravnega okraja.

## Demografija
V naselju živi 1324 polnoletnih prebivalcev, pri čemer je njihova povprečna starost 42,9 let (42,1 pri moških in 43,8 pri ženskah). Naselje ima 465 gospodinjstev, pri čemer je povprečno število članov na gospodinjstvo 3,39.
To naselje je, glede na rezultate popisa iz leta 2002, večinoma srbsko.
|  |

| Demografija | Demografija     | Demografija     |
| Leto        | Št. prebivalcev | Št. prebivalcev |
| ----------- | --------------- | --------------- |
|             |                 |                 |
|             |                 |                 |
|             |                 |                 |
|             |                 |                 |
| 1948        | 1526            |                 |
| 1953        | 1500            |                 |
| 1961        | 1537            |                 |
| 1971        | 1522            |                 |
| 1981        | 1563            |                 |
| 1991        | 1537            | 1526            |
| 2002        | 1601            | 1576            |
|             |                 |                 |

| Etnična sestava po popisu iz leta 2002 | Etnična sestava po popisu iz leta 2002 | Etnična sestava po popisu iz leta 2002 | Etnična sestava po popisu iz leta 2002 | Etnična sestava po popisu iz leta 2002 |
| -------------------------------------- | -------------------------------------- | -------------------------------------- | -------------------------------------- | -------------------------------------- |
| Srbi                                   | Srbi                                   |                                        | 1.564                                  | 99,23%                                 |
| Rusi                                   | Rusi                                   |                                        | 2                                      | 0,12%                                  |
| Hrvati                                 | Hrvati                                 |                                        | 1                                      | 0,06%                                  |
| Ukrajinci                              | Ukrajinci                              |                                        | 1                                      | 0,06%                                  |
| Neznano                                | Neznano                                |                                        | 7                                      | 0,44%                                  |